# Sixième district congressionnel du Kentucky
Le 6e district congressionnel du Kentucky est un district de l'État américain du Kentucky. Basé dans le centre du Kentucky, le district comprend les villes de Lexington (y compris sa banlieue), Richmond et Georgetown. Le district est actuellement représenté par le Républicain Andy Barr.

## Caractéristiques
| Registre des affiliations politique en octobre 2023 | Registre des affiliations politique en octobre 2023 | Registre des affiliations politique en octobre 2023 | Registre des affiliations politique en octobre 2023 |
| Parti                                               | Parti                                               | Nombre de votants                                   | %                                                   |
| --------------------------------------------------- | --------------------------------------------------- | --------------------------------------------------- | --------------------------------------------------- |
|                                                     | Démocrate                                           | 266 161                                             | 45,96                                               |
|                                                     | Républicain                                         | 248 054                                             | 42,83                                               |
|                                                     | Autres                                              | 35 772                                              | 6,18                                                |
|                                                     | Indépendant                                         | 29 121                                              | 5,03                                                |
| Total                                               | Total                                               | 579 108                                             | 100%                                                |

Jusqu'au 1er janvier 2006, le Kentucky n'a pas suivi l'affiliation à un parti pour les électeurs inscrits qui n'étaient ni démocrates ni républicains. La carte d'inscription des électeurs du Kentucky n'énumère explicitement rien d'autre que le Parti démocrate, le Parti républicain ou autre, l'option « Autre » ayant une ligne vide et aucune instruction sur la façon de s'inscrire comme autre chose.

## Historique de vote
| Années | Poste             | Résultats                 |
| ------ | ----------------- | ------------------------- |
| 2000   | Président         | Bush 56,0 % - 42,0 %      |
| 2004   | Président         | Bush 58,0 % - 41,0 %      |
| 2008   | Président         | McCain 55,0 % - 43,0 %    |
| 2012   | Président         | Romney 56,0 % - 42,0 %    |
| 2015   | Gouverneur        | Conway 49,0 % - 46,0 %    |
| 2016   | Président         | Trump 56,0 % - 38,0 %     |
| 2016   | Sénat             | Gray (en) 51,0 % - 49,0 % |
| 2019   | Gouverneur        | Beshear 54,0 % - 44,0 %   |
| 2019   | Procureur Général | Cameron 53,0 % - 47,0 %   |
| 2020   | Président         | Trump 55,0 % - 44,0 %     |
| 2020   | Sénat             | McConnell 52,0 % - 44,0 % |
| 2022   | Sénat             | Paul 54,0 % - 46,0 %      |
| 2023   | Gouverneur        | Beshear 59,0 % - 41,0 %   |

## Liste des Représentants du district
| Membre                          | Parti                    | Années                              | Congrès     | Histoire électorale | Zone géographique                                     |
| ------------------------------- | ------------------------ | ----------------------------------- | ----------- | --- | ----------------------------------------------------- |
| District établit le 4 mars 1803 |                          |                                     |             | |                                                       |
| George M. Bedinger (en)         | Républicain-Démocrate    | 4 mars 1803 - 3 mars 1807           | 8e , 9e     | Élu en 1803. Réélu en 1804. Retrait. | 1803–1813 Bourbon, Fleming, Floyd, Mason et Nicholas  |
| Joseph Desha                    | Républicain-Démocrate    | 4 mars 1807 - 3 mars 1813           | 10e - 12e   | Élu en 1806. Réélu en 1808. Réélu en 1810. Redécoupage vers le 4e district. | 1803–1813 Bourbon, Fleming, Floyd, Mason et Nicholas  |
| Solomon P. Sharp                | Républicain-Démocrate    | 4 mars 1813 - 3 mars 1817           | 13e , 14e   | Élu en 1812. Réélu en 1814. Perd sa réélection. | 1813–1823 Barren, Butler, Cumberland, Logan et Warren |
| David Walker (en)               | Républicain-Démocrate    | 4 mars 1817 - 1er mars 1820         | 15e , 16e   | Élu en 1816. Réélu en 1818. Décès. | 1813–1823 Barren, Butler, Cumberland, Logan et Warren |
| Vacant                          | Vacant                   | 1er mars 1820 - 13 novembre 1820    | 16e         | | 1813–1823 Barren, Butler, Cumberland, Logan et Warren |
| Francis Johnson (en)            | Républicain-Démocrate    | 13 novembre 1820 - 3 mars 1823      | 16e , 17e   | Élu pour terminer le mandat de Walker. Réélu en 1820. Redécoupage vers le 10e district. | 1813–1823 Barren, Butler, Cumberland, Logan et Warren |
| David White (en)                | Républicain-Démocrate    | 4 mars 1823 - 3 mars 1825           | 18e         | Élu en 1822. Retrait. | 1823–1833 Franklin, Gallatin, Henry, Owen et Shelby   |
| Joseph Lecompte (en)            | Jacksonian               | 4 mars 1825 - 3 mars 1833           | 19e - 22e   | Élu en 1824. Réélu en 1827. Réélu en 1829. Réélu en 1831. Retrait. | 1823–1833 Franklin, Gallatin, Henry, Owen et Shelby   |
| Thomas Chilton (en)             | Anti-Jacksonien          | 4 mars 1833 - 3 mars 1835           | 23e         | Élu en 1833. Retrait. | 1833–1843                                             |
| John Calhoon (en)               | Anti-Jacksonien          | 4 mars 1835 - 3 mars 1837           | 24e , 25e   | Élu en 1835. Réélu en 1837. Retrait. | 1833–1843                                             |
| John Calhoon (en)               | Whig                     | 4 mars 1837 - 3 mars 1839           | 24e , 25e   | Élu en 1835. Réélu en 1837. Retrait. | 1833–1843                                             |
| Willis Green (en)               | Whig                     | 4 mars 1839 - 3 mars 1843           | 26e , 27e   | Élu en 1839. Réélu en 1841. Redécoupage vers le 2e district. | 1833–1843                                             |
| John White (en)                 | Whig                     | 4 mars 1843 - 3 mars 1845           | 28e         | Redécoupage depuis le 9e district et réélu en 1843. Retrait. | 1843–1853                                             |
| John P. Martin (en)             | Démocrate                | 4 mars 1845 - 3 mars 1847           | 29e         | Élu en 1845. Retrait. | 1843–1853                                             |
| Green Adams (en)                | Whig                     | 4 mars 1847 - 3 mars 1849           | 30e         | Élu en 1847. Retrait. | 1843–1853                                             |
| Daniel Breck (en)               | Whig                     | 4 mars 1849 - 3 mars 1851           | 31e         | Élu en 1849. Retrait. | 1843–1853                                             |
| Addison White (en)              | Whig                     | 4 mars 1851 - 3 mars 1853           | 32e         | Élu en 1851. Retrait. | 1843–1853                                             |
| John M. Elliott (en)            | Démocrate                | 4 mars 1853 - 3 mars 1859           | 33e - 35e   | Élu en 1853. Réélu en 1855. Réélu en 1857. Retrait. | 1853–1863                                             |
| Green Adams (en)                | Opposition Party (en)    | 4 mars 1859 - 3 mars 1861           | 36e         | Élu en 1859. Retrait. | 1853–1863                                             |
| George W. Dunlap (en)           | Unioniste                | 4 mars 1861 - 3 mars 1863           | 37e         | Élu en 1861. Retrait. | 1853–1863                                             |
| Green C. Smith (en)             | Unioniste Inconditionnel | 4 mars 1863 - 13 juillet 1866       | 38e , 39e   | Élu en 1863. Réélu en 1865. Démissionne pour devenir Gouverneur du Territoire de Montana. | 1863–1873                                             |
| Vacant                          | Vacant                   | 13 juillet 1866 - 3 décembre 1866   | 39e         | | 1863–1873                                             |
| Andrew H. Ward (en)             | Démocrate                | 3 décembre 1866 - 3 mars 1867       | 39e         | Élu pour terminer le mandat de Smith. Retrait. | 1863–1873                                             |
| Thomas Laurens Jones            | Démocrate                | 4 mars 1867 - 3 mars 1871           | 40e , 41e   | Élu en 1867. Réélu en 1868. Retrait. | 1863–1873                                             |
| William E. Arthur (en)          | Démocrate                | 4 mars 1871 - 3 mars 1875           | 42e , 43e   | Élu en 1870. Réélu en 1872. Retrait. | 1863–1873                                             |
| William E. Arthur (en)          | Démocrate                | 4 mars 1871 - 3 mars 1875           | 42e , 43e   | Élu en 1870. Réélu en 1872. Retrait. | 1873–1883                                             |
| Thomas Laurens Jones            | Démocrate                | 4 mars 1875 - 3 mars 1877           | 44e         | Élu en 1874. Retrait. |                                                       |
| John G. Carlisle                | Démocrate                | 4 mars 1877 - 26 mai 1890           | 45e - 51e   | Élu en 1876. Réélu en 1878. Réélu en 1880. Réélu en 1882. Réélu en 1884. Réélu en 1886. Réélu en 1888. Démissionne lorsqu'élu Sénateur des États-Unis.                                                       |                                                       |
| 1883–1893                       |                          |                                     | 45e - 51e   | Élu en 1876. Réélu en 1878. Réélu en 1880. Réélu en 1882. Réélu en 1884. Réélu en 1886. Réélu en 1888. Démissionne lorsqu'élu Sénateur des États-Unis.                                                       |                                                       |
| Vacant                          | Vacant                   | 26 mai 1890 - 21 juin 1890          | 51e         | |                                                       |
| William W. Dickerson (en)       | Démocrate                | 21 juin 1890 - 3 mars 1893          | 51e , 52e   | Élu pour terminer le mandat de Carlisle. Réélu en 1890. Perd sa renomination. |                                                       |
| Albert S. Berry (en)            | Démocrate                | 4 mars 1893 - 3 mars 1901           | 53e - 56e   | Élu en 1892. Réélu en 1894. Réélu en 1896. Réélu en 1898. Perd sa renomination. | 1893–1903                                             |
| Daniel Linn Gooch (en)          | Démocrate                | 4 mars 1901 - 3 mars 1905           | 57e , 58e   | Élu en 1900. Réélu en 1902. Perd sa renomination. | 1893–1903                                             |
| 1903–1913                       |                          |                                     | 57e , 58e   | Élu en 1900. Réélu en 1902. Perd sa renomination. |                                                       |
| Joseph L. Rhinock (en)          | Démocrate                | 4 mars 1905 - 3 mars 1911           | 59e - 61e   | Élu en 1904. Réélu en 1906. Réélu en 1908. Retrait. |                                                       |
| Arthur B. Rouse (en)            | Démocrate                | 4 mars 1911 - 3 mars 1927           | 62e - 69e   | Élu en 1910. Réélu en 1912. Réélu en 1914. Réélu en 1916. Réélu en 1918. Réélu en 1920. Réélu en 1922. Réélu en 1924. Retrait.                                                                               |                                                       |
| 1913–1923                       |                          |                                     | 62e - 69e   | Élu en 1910. Réélu en 1912. Réélu en 1914. Réélu en 1916. Réélu en 1918. Réélu en 1920. Réélu en 1922. Réélu en 1924. Retrait.                                                                               |                                                       |
| 1923–1933                       |                          |                                     | 62e - 69e   | Élu en 1910. Réélu en 1912. Réélu en 1914. Réélu en 1916. Réélu en 1918. Réélu en 1920. Réélu en 1922. Réélu en 1924. Retrait.                                                                               |                                                       |
| Orie S. Ware (en)               | Démocrate                | 4 mars 1927 - 3 mars 1929           | 70e         | Élu en 1926. Retrait. |                                                       |
| J. Lincoln Newhall (en)         | Républicain              | 4 mars 1929 - 3 mars 1931           | 71e         | Élu en 1928. Perd sa réélection. |                                                       |
| Brent Spence (en)               | Démocrate                | 4 mars 1931 - 3 mars 1933           | 72e         | Élu en 1930. Redécoupage vers le district at-large. |                                                       |
| District supprimé               | District supprimé        | 4 mars 1933 - 3 janvier 1935        | 73e         | | 1933–1943                                             |
| Virgil Chapman (en)             | Démocrate                | 3 janvier 1935 - 3 janvier 1949     | 74e - 80e   | Redécoupage depuis le district at-large et réélu en 1934. Réélu en 1936. Réélu en 1938. Réélu en 1940. Réélu en 1942. Réélu en 1944. Réélu en 1946. Retrait pour se présenter comme Sénateur des États-Unis. | 1933–1943                                             |
| 1943–1953                       |                          |                                     | 74e - 80e   | Redécoupage depuis le district at-large et réélu en 1934. Réélu en 1936. Réélu en 1938. Réélu en 1940. Réélu en 1942. Réélu en 1944. Réélu en 1946. Retrait pour se présenter comme Sénateur des États-Unis. |                                                       |
| Thomas R. Underwood (en)        | Démocrate                | 3 janvier 1949 - 17 mars 1951       | 81e , 82e   | Élu en 1948. Réélu en 1950. Démissionne lorsque désigné Sénateur des États-Unis. |                                                       |
| Vacant                          | Vacant                   | 17 mars 1951 - 4 avril 1951         | 82e         | |                                                       |
| John C. Watts (en)              | Démocrate                | 4 avril 1951 - 24 septembre 1971    | 82e - 92e   | Élu pour terminer le mandat de Underwood. Réélu en 1952. Réélu en 1954. Réélu en 1956. Réélu en 1958. Réélu en 1960. Réélu en 1962. Réélu en 1964. Réélu en 1966. Réélu en 1968. Réélu en 1970. Décès.       |                                                       |
| 1953–1963                       |                          |                                     | 82e - 92e   | Élu pour terminer le mandat de Underwood. Réélu en 1952. Réélu en 1954. Réélu en 1956. Réélu en 1958. Réélu en 1960. Réélu en 1962. Réélu en 1964. Réélu en 1966. Réélu en 1968. Réélu en 1970. Décès.       |                                                       |
| 1963–1973                       |                          |                                     | 82e - 92e   | Élu pour terminer le mandat de Underwood. Réélu en 1952. Réélu en 1954. Réélu en 1956. Réélu en 1958. Réélu en 1960. Réélu en 1962. Réélu en 1964. Réélu en 1966. Réélu en 1968. Réélu en 1970. Décès.       |                                                       |
| Vacant                          | Vacant                   | 24 septembre 1971 - 4 décembre 1971 | 92e         | |                                                       |
| William P. Curlin Jr. (en)      | Démocrate                | 4 décembre 1971 - 3 janvier 1973    | 92e         | Élu pour terminer le mandat de Watts. Retrait. |                                                       |
| John B. Breckinridge (en)       | Démocrate                | 3 janvier 1973 - 3 janvier 1979     | 93e - 95e   | Élu en 1972. Réélu en 1974. Réélu en 1976. Perd sa renomination. | 1973–1983                                             |
| Larry Hopkins (en)              | Républicain              | 3 janvier 1979 - 3 janvier 1993     | 96e - 102e  | Élu en 1978. Réélu en 1980. Réélu en 1982. Réélu en 1984. Réélu en 1986. Réélu en 1988. Réélu en 1990. Retrait.                                                                                              | 1973–1983                                             |
| 1983–1993                       |                          |                                     | 96e - 102e  | Élu en 1978. Réélu en 1980. Réélu en 1982. Réélu en 1984. Réélu en 1986. Réélu en 1988. Réélu en 1990. Retrait.                                                                                              |                                                       |
| Scotty Baesler (en)             | Démocrate                | 3 janvier 1993 - 3 janvier 1999     | 103e - 104e | Élu en 1992. Réélu en 1994. Réélu en 1996. Retrait pour se présenter comme Sénateur des États-Unis. | 1993–2003                                             |
| Ernie Fletcher                  | Républicain              | 3 janvier 1999 - 8 décembre 2003    | 106e - 108e | Élu en 1998. Réélu en 2000. Réélu en 2002. Démissionne après avoir été élu Gouverneur du Kentucky. | 1993–2003                                             |
| Ernie Fletcher                  | Républicain              | 3 janvier 1999 - 8 décembre 2003    | 106e - 108e | Élu en 1998. Réélu en 2000. Réélu en 2002. Démissionne après avoir été élu Gouverneur du Kentucky. | 2003–2013                                             |
| Vacant                          | Vacant                   | 8 décembre 2003 - 17 février 2004   | 108e        | |                                                       |
| Ben Chandler (en)               | Démocrate                | 17 février 2004 - 3 janvier 2013    | 108e - 112e | Élu pour terminer le mandat de Fletcher. Réélu en 2004. Réélu en 2006. Réélu en 2008. Réélu en 2010. Perd sa réélection.                                                                                     |                                                       |
| Andy Barr                       | Républicain              | 3 janvier 2013 - présent            | 113e - 118e | Élu en 2012. Réélu en 2014. Réélu en 2016. Réélu en 2018. Réélu en 2020. Réélu en 2022. Réélu en 2024. Retrait pour se présenter comme sénateur des États-Unis.                                              | 2013–2023                                             |
| Andy Barr                       | Républicain              | 3 janvier 2013 - présent            | 113e - 118e | Élu en 2012. Réélu en 2014. Réélu en 2016. Réélu en 2018. Réélu en 2020. Réélu en 2022. Réélu en 2024. Retrait pour se présenter comme sénateur des États-Unis.                                              | 2023–Présent                                          |

## Résultats des récentes élections
Voici les résultats des dix précédents cycles électoraux dans le district.

### 2004 (Spéciale)
| Élection Spéciale de 2004 du 6e district congressionnel du Kentucky | Élection Spéciale de 2004 du 6e district congressionnel du Kentucky | Élection Spéciale de 2004 du 6e district congressionnel du Kentucky | Élection Spéciale de 2004 du 6e district congressionnel du Kentucky | Élection Spéciale de 2004 du 6e district congressionnel du Kentucky |
| ------------------------------------------------------------------- | ------------------------------------------------------------------- | ------------------------------------------------------------------- | ------------------------------------------------------------------- | ------------------------------------------------------------------- |
| Parti                                                               | Parti                                                               | Candidat                                                            | Votes                                                               | %                                                                   |
|                                                                     | Démocrate                                                           | Ben Chandler (en)                                                   | 84 168                                                              | 55,16                                                               |
|                                                                     | Républicain                                                         | Alice Forgy Kerr                                                    | 65 474                                                              | 42,91                                                               |
|                                                                     | Libertarien                                                         | Mark Gailey                                                         | 2 952                                                               | 1,94                                                                |
| Total des votes                                                     | Total des votes                                                     | Total des votes                                                     | 152 594                                                             | 100 %                                                               |
|                                                                     | Les Démocrates prennent aux Républicains                            |                                                                     |                                                                     |                                                                     |

### 2004
| Élection de 2004 du 6e district congressionnel du Kentucky | Élection de 2004 du 6e district congressionnel du Kentucky | Élection de 2004 du 6e district congressionnel du Kentucky | Élection de 2004 du 6e district congressionnel du Kentucky | Élection de 2004 du 6e district congressionnel du Kentucky |
| ---------------------------------------------------------- | ---------------------------------------------------------- | ---------------------------------------------------------- | ---------------------------------------------------------- | ---------------------------------------------------------- |
| Parti                                                      | Parti                                                      | Candidat                                                   | Votes                                                      | %                                                          |
|                                                            | Démocrate                                                  | Ben Chandler (en) (sortant)                                | 175 355                                                    | 58,61                                                      |
|                                                            | Républicain                                                | Tom Buford                                                 | 119 716                                                    | 40,01                                                      |
|                                                            | Indépendant                                                | Stacy Abner                                                | 2 388                                                      | 0,80                                                       |
|                                                            | Libertarien                                                | Mark Gailey                                                | 1 758                                                      | 0,59                                                       |
| Total des votes                                            | Total des votes                                            | Total des votes                                            | 299 217                                                    | 100 %                                                      |
|                                                            | Les Démocrates conservent                                  |                                                            |                                                            |                                                            |

### 2006
| Élection de 2006 du 6e district congressionnel du Kentucky | Élection de 2006 du 6e district congressionnel du Kentucky | Élection de 2006 du 6e district congressionnel du Kentucky | Élection de 2006 du 6e district congressionnel du Kentucky | Élection de 2006 du 6e district congressionnel du Kentucky |
| ---------------------------------------------------------- | ---------------------------------------------------------- | ---------------------------------------------------------- | ---------------------------------------------------------- | ---------------------------------------------------------- |
| Parti                                                      | Parti                                                      | Candidat                                                   | Votes                                                      | %                                                          |
|                                                            | Démocrate                                                  | Ben Chandler (en) (sortant)                                | 158 869                                                    | 85,46                                                      |
|                                                            | Libertarien                                                | Paul Ard                                                   | 27 024                                                     | 14,54                                                      |
| Total des votes                                            | Total des votes                                            | Total des votes                                            | 185 893                                                    | 100 %                                                      |
|                                                            | Les Démocrates conservent                                  |                                                            |                                                            |                                                            |

### 2008
| Élection de 2008 du 6e district congressionnel du Kentucky | Élection de 2008 du 6e district congressionnel du Kentucky | Élection de 2008 du 6e district congressionnel du Kentucky | Élection de 2008 du 6e district congressionnel du Kentucky | Élection de 2008 du 6e district congressionnel du Kentucky |
| ---------------------------------------------------------- | ---------------------------------------------------------- | ---------------------------------------------------------- | ---------------------------------------------------------- | ---------------------------------------------------------- |
| Parti                                                      | Parti                                                      | Candidat                                                   | Votes                                                      | %                                                          |
|                                                            | Démocrate                                                  | Ben Chandler (en) (sortant)                                | 203 764                                                    | 64,66                                                      |
|                                                            | Républicain                                                | Jon Larson                                                 | 111 378                                                    | 35,34                                                      |
| Total des votes                                            | Total des votes                                            | Total des votes                                            | 315 142                                                    | 100 %                                                      |
|                                                            | Les Démocrates conservent                                  |                                                            |                                                            |                                                            |

### 2010
| Élection de 2010 du 6e district congressionnel du Kentucky | Élection de 2010 du 6e district congressionnel du Kentucky | Élection de 2010 du 6e district congressionnel du Kentucky | Élection de 2010 du 6e district congressionnel du Kentucky | Élection de 2010 du 6e district congressionnel du Kentucky |
| ---------------------------------------------------------- | ---------------------------------------------------------- | ---------------------------------------------------------- | ---------------------------------------------------------- | ---------------------------------------------------------- |
| Parti                                                      | Parti                                                      | Candidat                                                   | Votes                                                      | %                                                          |
|                                                            | Démocrate                                                  | Ben Chandler (en) (sortant)                                | 119 812                                                    | 50,08                                                      |
|                                                            | Républicain                                                | Andy Barr                                                  | 119 165                                                    | 49,81                                                      |
|                                                            | No Party                                                   | C. Wes Collins                                             | 225                                                        | 0,09                                                       |
|                                                            | No Party                                                   | Randolph S. Vance                                          | 22                                                         | 0,01                                                       |
| Total des votes                                            | Total des votes                                            | Total des votes                                            | 239 224                                                    | 100 %                                                      |
|                                                            | Les Démocrates conservent                                  |                                                            |                                                            |                                                            |

### 2012
| Élection de 2012 du 6e district congressionnel du Kentucky | Élection de 2012 du 6e district congressionnel du Kentucky | Élection de 2012 du 6e district congressionnel du Kentucky | Élection de 2012 du 6e district congressionnel du Kentucky | Élection de 2012 du 6e district congressionnel du Kentucky |
| ---------------------------------------------------------- | ---------------------------------------------------------- | ---------------------------------------------------------- | ---------------------------------------------------------- | ---------------------------------------------------------- |
| Parti                                                      | Parti                                                      | Candidat                                                   | Votes                                                      | %                                                          |
|                                                            | Républicain                                                | Andy Barr                                                  | 153 222                                                    | 50,57                                                      |
|                                                            | Démocrate                                                  | Ben Chandler (en) (sortant)                                | 141 438                                                    | 46,70                                                      |
|                                                            | No Party                                                   | Randolph S. Vance                                          | 8 340                                                      | 2,75                                                       |
| Total des votes                                            | Total des votes                                            | Total des votes                                            | 303 000                                                    | 100 %                                                      |
|                                                            | Les Républicains prennent aux Démocrates                   |                                                            |                                                            |                                                            |

### 2014
| Élection de 2014 du 6e district congressionnel du Kentucky | Élection de 2014 du 6e district congressionnel du Kentucky | Élection de 2014 du 6e district congressionnel du Kentucky | Élection de 2014 du 6e district congressionnel du Kentucky | Élection de 2014 du 6e district congressionnel du Kentucky |
| ---------------------------------------------------------- | ---------------------------------------------------------- | ---------------------------------------------------------- | ---------------------------------------------------------- | ---------------------------------------------------------- |
| Parti                                                      | Parti                                                      | Candidat                                                   | Votes                                                      | %                                                          |
|                                                            | Républicain                                                | Andy Barr (sortant)                                        | 147 404                                                    | 59,99                                                      |
|                                                            | Démocrate                                                  | Elisabeth Jensen                                           | 98 290                                                     | 40,00                                                      |
| Total des votes                                            | Total des votes                                            | Total des votes                                            | 303 000                                                    | 100 %                                                      |
|                                                            | Les Républicains conservent                                |                                                            |                                                            |                                                            |

### 2016
| Élection de 2016 du 6e district congressionnel du Kentucky | Élection de 2016 du 6e district congressionnel du Kentucky | Élection de 2016 du 6e district congressionnel du Kentucky | Élection de 2016 du 6e district congressionnel du Kentucky | Élection de 2016 du 6e district congressionnel du Kentucky |
| ---------------------------------------------------------- | ---------------------------------------------------------- | ---------------------------------------------------------- | ---------------------------------------------------------- | ---------------------------------------------------------- |
| Parti                                                      | Parti                                                      | Candidat                                                   | Votes                                                      | %                                                          |
|                                                            | Républicain                                                | Andy Barr (sortant)                                        | 202 099                                                    | 61,09                                                      |
|                                                            | Démocrate                                                  | Nancy Jo Kemper                                            | 128 728                                                    | 38,91                                                      |
| Total des votes                                            | Total des votes                                            | Total des votes                                            | 330 827                                                    | 100 %                                                      |
|                                                            | Les Républicains conservent                                |                                                            |                                                            |                                                            |

### 2018
| Élection de 2018 du 6e district congressionnel du Kentucky | Élection de 2018 du 6e district congressionnel du Kentucky | Élection de 2018 du 6e district congressionnel du Kentucky | Élection de 2018 du 6e district congressionnel du Kentucky | Élection de 2018 du 6e district congressionnel du Kentucky |
| ---------------------------------------------------------- | ---------------------------------------------------------- | ---------------------------------------------------------- | ---------------------------------------------------------- | ---------------------------------------------------------- |
| Parti                                                      | Parti                                                      | Candidat                                                   | Votes                                                      | %                                                          |
|                                                            | Républicain                                                | Andy Barr (sortant)                                        | 154 468                                                    | 51,00                                                      |
|                                                            | Démocrate                                                  | Amy McGrath                                                | 144 730                                                    | 47,78                                                      |
|                                                            | Libertarien                                                | Frank Harris                                               | 2 150                                                      | 0,71                                                       |
|                                                            | Indépendant                                                | Rikka Wallin                                               | 1 011                                                      | 0,33                                                       |
|                                                            | Indépendant                                                | James Germalic                                             | 522                                                        | 0,17                                                       |
| Total des votes                                            | Total des votes                                            | Total des votes                                            | 302 881                                                    | 100 %                                                      |
|                                                            | Les Républicains conservent                                |                                                            |                                                            |                                                            |

### 2020
| Élection de 2020 du 6e district congressionnel du Kentucky | Élection de 2020 du 6e district congressionnel du Kentucky | Élection de 2020 du 6e district congressionnel du Kentucky | Élection de 2020 du 6e district congressionnel du Kentucky | Élection de 2020 du 6e district congressionnel du Kentucky |
| ---------------------------------------------------------- | ---------------------------------------------------------- | ---------------------------------------------------------- | ---------------------------------------------------------- | ---------------------------------------------------------- |
| Parti                                                      | Parti                                                      | Candidat                                                   | Votes                                                      | %                                                          |
|                                                            | Républicain                                                | Andy Barr (sortant)                                        | 216 948                                                    | 57,3                                                       |
|                                                            | Démocrate                                                  | Josh Hicks                                                 | 155 011                                                    | 41,0                                                       |
|                                                            | Libertarien                                                | Frank Harris                                               | 6 491                                                      | 1,7                                                        |
| Total des votes                                            | Total des votes                                            | Total des votes                                            | 378 450                                                    | 100 %                                                      |
|                                                            | Les Républicains conservent                                |                                                            |                                                            |                                                            |

### 2022
| Primaire Républicaine de 2022 du 6e district congressionnel du Kentucky | Primaire Républicaine de 2022 du 6e district congressionnel du Kentucky | Primaire Républicaine de 2022 du 6e district congressionnel du Kentucky | Primaire Républicaine de 2022 du 6e district congressionnel du Kentucky | Primaire Républicaine de 2022 du 6e district congressionnel du Kentucky |
| ----------------------------------------------------------------------- | ----------------------------------------------------------------------- | ----------------------------------------------------------------------- | ----------------------------------------------------------------------- | ----------------------------------------------------------------------- |
| Parti                                                                   | Parti                                                                   | Candidat                                                                | Votes                                                                   | %                                                                       |
|                                                                         | Républicain                                                             | Andy Barr (sortant)                                                     | 47 660                                                                  | 87,8                                                                    |
|                                                                         | Républicain                                                             | Derek Leonard Petteys                                                   | 6 593                                                                   | 12,2                                                                    |

| Primaire Démocrate de 2022 du 6e district congressionnel du Kentucky | Primaire Démocrate de 2022 du 6e district congressionnel du Kentucky | Primaire Démocrate de 2022 du 6e district congressionnel du Kentucky | Primaire Démocrate de 2022 du 6e district congressionnel du Kentucky | Primaire Démocrate de 2022 du 6e district congressionnel du Kentucky |
| -------------------------------------------------------------------- | -------------------------------------------------------------------- | -------------------------------------------------------------------- | -------------------------------------------------------------------- | -------------------------------------------------------------------- |
| Parti                                                                | Parti                                                                | Candidat                                                             | Votes                                                                | %                                                                    |
|                                                                      | Démocrate                                                            | Geoff Young                                                          | 25 714                                                               | 51,7                                                                 |
|                                                                      | Démocrate                                                            | Christopher Preece                                                   | 24 004                                                               | 48,3                                                                 |

| Élection de 2022 du 6e district congressionnel du Kentucky | Élection de 2022 du 6e district congressionnel du Kentucky | Élection de 2022 du 6e district congressionnel du Kentucky | Élection de 2022 du 6e district congressionnel du Kentucky | Élection de 2022 du 6e district congressionnel du Kentucky |
| ---------------------------------------------------------- | ---------------------------------------------------------- | ---------------------------------------------------------- | ---------------------------------------------------------- | ---------------------------------------------------------- |
| Parti                                                      | Parti                                                      | Candidat                                                   | Votes                                                      | %                                                          |
|                                                            | Républicain                                                | Andy Barr (sortant)                                        | 154 762                                                    | 62,7                                                       |
|                                                            | Démocrate                                                  | Geoff Young                                                | 83 005                                                     | 33,6                                                       |
|                                                            | Démocrate                                                  | Randy Cravens (write-in)                                   | 8970                                                       | 3,6                                                        |
|                                                            | Indépendant                                                | Maxwell Groedge (write-in)                                 | 81                                                         | 0,0                                                        |
| Total des votes                                            | Total des votes                                            | Total des votes                                            | 246 818                                                    | 100 %                                                      |
|                                                            | Les Républicains conservent                                |                                                            |                                                            |                                                            |

### 2024
La Primaire Républicaine a été annulée. Andy Barr (R-Sortant) avance vers l'Élection Générale.
| Primaire Démocrate de 2024 du 6e district congressionnel du Kentucky | Primaire Démocrate de 2024 du 6e district congressionnel du Kentucky | Primaire Démocrate de 2024 du 6e district congressionnel du Kentucky | Primaire Démocrate de 2024 du 6e district congressionnel du Kentucky | Primaire Démocrate de 2024 du 6e district congressionnel du Kentucky |
| -------------------------------------------------------------------- | -------------------------------------------------------------------- | -------------------------------------------------------------------- | -------------------------------------------------------------------- | -------------------------------------------------------------------- |
| Parti                                                                | Parti                                                                | Candidat                                                             | Votes                                                                | %                                                                    |
|                                                                      | Démocrate                                                            | Randy Cravens                                                        | 9305                                                                 | 26,0                                                                 |
|                                                                      | Démocrate                                                            | Todd Kelly                                                           | 9104                                                                 | 25,4                                                                 |
|                                                                      | Démocrate                                                            | Shauna Rudd                                                          | 8627                                                                 | 24,1                                                                 |
|                                                                      | Démocrate                                                            | Jonathan Richardson                                                  | 4433                                                                 | 12,4                                                                 |
|                                                                      | Démocrate                                                            | Don Pratt                                                            | 4335                                                                 | 12,1                                                                 |

| Élection de 2024 du 6e district congressionnel du Kentucky | Élection de 2024 du 6e district congressionnel du Kentucky | Élection de 2024 du 6e district congressionnel du Kentucky | Élection de 2024 du 6e district congressionnel du Kentucky | Élection de 2024 du 6e district congressionnel du Kentucky |
| ---------------------------------------------------------- | ---------------------------------------------------------- | ---------------------------------------------------------- | ---------------------------------------------------------- | ---------------------------------------------------------- |
| Parti                                                      | Parti                                                      | Candidat                                                   | Votes                                                      | %                                                          |
|                                                            | Républicain                                                | Andy Barr (sortant)                                        | 222 293                                                    | 63,0                                                       |
|                                                            | Démocrate                                                  | Randy Cravens                                              | 130 345                                                    | 37,0                                                       |
| Total des votes                                            | Total des votes                                            | Total des votes                                            | TBD                                                        | 100 %                                                      |
|                                                            | Les Républicains conservent                                |                                                            |                                                            |                                                            |